# 紀興道
紀 興道（き の おきみち）は、平安時代初期の貴族。中納言・紀勝長の子。官位は従四位下・右兵衛督。

## 経歴
嵯峨朝の弘仁3年（812年）蔵人に補せられると、翌弘仁4年（813年）従五位下に叙爵し、雅楽頭に任ぜられる。弘仁6年（815年）備前介として地方官に転じた。
淳和朝で累進し、天長4年（827年）正五位下、天長9年（832年）には従四位下に至った。またこの間、兵部大輔・左中弁・右兵衛督と文武の諸官を務めている。
仁明朝初頭の承和元年（834年）6月21日卒去。

## 人物
家風を受け継ぎ、射礼の作法をよく伝えていた。大同年間に従五位上の位階にあり、同じく射礼の作法を伝えていた伴和武多麻呂と並称され、後世の武術に秀でた者は長く紀・伴両家の流儀に倣った。なお、両者の流儀には相違点が多数あったものの、概ね一致していたという。

## 官歴
『六国史』による。
- 時期不詳：正六位上
- 弘仁3年（812年） 正月：蔵人[2]
- 弘仁4年（813年） 正月7日：従五位下。正月25日：雅楽頭
- 弘仁6年（815年） 3月13日：備前介
- 時期不詳：従五位上
- 天長4年（827年） 正月21日：正五位下
- 天長9年（832年） 正月7日：従四位下
- 時期不詳：兵部大輔。左中弁。右兵衛督
- 承和元年（834年） 6月21日：卒去

## 系譜
- 父：紀勝長[1]
- 母：不詳
- 生母不明の子女
  - 男子：紀本道[3]
  - 男子：紀有友[4]（?-880）